# Somano
Somano (piemontiul: Soman) település Olaszországban, Piemont régióban, Cuneo megyében. Lakosainak száma 302 fő (2023. január 1.). Somano Bonvicino, Dogliani és Bossolasco községekkel határos.

## Népesség
A település lakossága az elmúlt években az alábbi módon változott:

| 2018 | 341 |
| 2023 | 302 |